# Shoshenq C
Shoshenq C là một Đại tư tế của Amun sống vào thời kỳ Vương triều thứ 22 trong lịch sử Ai Cập cổ đại. Ông đã kế vị người chú là Iuput và phục vụ dưới triều đại của cha mình, Pharaon Osorkon I.

## Thân thế
Shoshenq C là một vương tử, con trai của Pharaon Osorkon I và vương hậu Maatkare B. Tên cha và mẹ của Shoshenq C được nhắc đến trên chính bức tượng của ông, hiện được lưu giữ tại Bảo tàng Ai Cập (số hiệu CG42194), và nhiều công trình khác tại khu đền Karnak.
Nhà Ai Cập Kenneth Kitchen thì cho rằng, Shoshenq C chính là Pharaon Shoshenq II, và ông đã đồng cai trị với vua cha trong một thời gian ngắn thì mất, vì nhiều công trình có khắc tên của Shoshenq trong khung cartouche kèm tính ngữ "meryamun" (được Amun yêu quý). Giả thuyết này hoàn toàn không có cơ sở vì theo Jacquet-Gordon, Shoshenq C chưa từng mang bất kỳ một tên hiệu hoàng gia nào, dù tên của ông được đóng khung cartouche trên bức tượng thần Bes mà con trai của ông đã cho dựng.
Người con trai được nhắc đến của Shoshenq C chính là Pharaon Harsiese A, người sáng lập nên Vương triều thứ 23 và cai trị ở Thượng Ai Cập, độc lập với các vua thuộc Vương triều thứ 22. Trên bức tượng thần Bes đã đề cập ở trên, mẹ của Harsiese A có tên là Nesitanebtashru B.
Shoshenq C còn có ít nhất 2 người vợ, là Ikhya (được nhắc trên bức tượng số hiệu CG42193 tại Bảo tàng Ai Cập) và Nesitaudjatakhet. Nesitaudjatakhet sinh được một con trai là Tiên tri Osorkon D (tên của hai mẹ con được nhắc đến trong cuộn giấy cói Denon ở Saint Petersburg).
Khi tưởng nhớ về người cha của mình, Harsiese A vẫn gọi Shoshenq C bằng danh hiệu của một vương tử và Đại tư tế, thậm chí tên của ông có khi không được đóng khung cartouche. Có vẻ như, Shoshenq C đã mất trước cha mình, nên con trai ông là vua Harsiese A chỉ gọi ông với danh hiệu cao nhất khi còn sống là Đại tư tế của Amun, chứ không có ý gạt bỏ xuất thân của ông.
Shoshenq C được kế vị bởi Iuwelot, một người em trai của ông.